# Christine Nyatanyi
Christine Nyatanyi (16 juillet 1965 - 26 septembre 2011) est une économiste et politicienne rwandaise, qui a été ministre d'État chargée des Affaires sociales au ministère des Gouvernements locaux, d'octobre 2003 jusqu'à sa mort en septembre 2011.

## Enfance et éducation
Elle est née au Rwanda le 16 juillet 1965. Elle a fréquenté l'université nationale d'économie de Kharkiv, à Kharkiv, en Ukraine, où elle a obtenu un bachelor en économie (en) en 1987. Elle a ensuite étudié à l'Institut d'économie nationale d'Odessa, où elle a obtenu en 1991 un master en planification industrielle.

## Carrière
Après le génocide de 1994 au Rwanda, Nantanyi a travaillé avec le Comité international de la Croix-Rouge (CICR), dans leur «Département de recherches», à Goma, en République démocratique du Congo et à Nairobi, au Kenya. En 1997, elle a été nommée chargée de projet au Conseil flamand pour les réfugiés, basé à Bruxelles, en Belgique. En octobre 2003, elle a été nommée Ministre d'État chargée des affaires sociales au Ministère rwandais des collectivités locales, siégeant à ce titre jusqu'en septembre 2011.

## Mort
Nyatanyi est décédée le 26 septembre 2011, au CHU Saint-Luc, à Bruxelles, en Belgique, des suites d'un long traitement. Son corps a été ramené à Kigali, à bord de Brussels Airlines, le samedi 1er octobre 2011. Elle a eu droit à des funérailles d'État. Elle a été inhumée au cimetière de Rusororo à Kabuga, le 3 octobre 2011.

## Autres considérations
Les Nations Unies ont décerné un prix à Christine Nyatanyi, en 2008, en reconnaissance de sa fonction publique et de sa responsabilité dans le programme national rwandais « Ubudehe ».